# سبنسر (كارولاينا الشمالية)
سبنسر (بالإنجليزية: Spencer town, North Carolina)‏ هي بلدة تقع بولاية كارولاينا الشمالية في الولايات المتحدة. تبلغ مساحتها 7.95 كم2، وترتفع عن سطح البحر 218 م، بلغ عدد سكانها 3,267 نسمة في عام 2010 حسب إحصاء مكتب تعداد الولايات المتحدة وتصل الكثافة السكانية فيها 410.9 نسمة لكل كيلومتر مربع (1,064.2/ميل2).

## التركيبة السكانية
حدّد مكتب تعداد الولايات المتحدة بيانات التركيبة السكانية لسبنسر في تعداد الولايات المتحدة. في ما يلي، التركيبة السكانية حسب تعدادي 2000 و2010.

### تعداد عام 2000
بلغ عدد سكان سبنسر 3,355 نسمة بحسب تعداد عام 2000، وبلغ عدد الأسر 1,308 أسرة وعدد العائلات 845 عائلة مقيمة في البلدة. في حين سجلت الكثافة السكانية 422 نسمة لكل كيلومتر مربع (1,093.0/ميل2). وبلغ عدد الوحدات السكنية 1,427 وحدة بمتوسط كثافة قدره 179.5 لكل كيلومتر مربع (464.9/ميل2).
وتوزع التركيب العرقي للبلدة بنسبة 70.28% من البيض و23.61% من الأمريكيين الأفارقة و0.36% من الأمريكيين الأصليين و0.48% من الأمريكيين ذوي الأصول الآسيوية و0.03% من سكان جزر المحيط الهادئ و3.61% من الأعراق الأخرى و1.64% من عرقين مختلطين أو أكثر و6.77% من الهسبانيون أو اللاتينيون من أي عرق.
بلغ عدد الأسر 1,308 أسرة كانت نسبة 33% منها لديها أطفال تحت سن الثامنة عشر تعيش معهم، وبلغت نسبة الأزواج القاطنين مع بعضهم البعض 46.9% من أصل المجموع الكلي للأسر، ونسبة 13.5% من الأسر كان لديها معيلات من الإناث دون وجود شريك، بينما كانت نسبة 4.1% من الأسر لديها معيلون من الذكور دون وجود شريكة وكانت نسبة 35.4% من غير العائلات. تألفت نسبة 29.9% من أصل جميع الأسر من عدة أفراد يعيشون في نفس المنزل ونسبة 14.1% كانت تتألف من شخص يعيش بمفرده يبلغ من العمر 65 عاماً أو أكثر. وبلغ متوسط حجم الأسرة المعيشية 2.46، أما متوسط حجم العائلات فبلغ 3.04.
بلغ العمر الوسطي للسكان 37.8 عاماً. وكانت نسبة 23.4% من القاطنين تحت سن الثامنة عشر، وكانت نسبة 8.3% بين الثامنة عشر والرابعة والعشرين عاماً، ونسبة 29.3% كانت واقعةً في الفئة العمرية ما بين الخامسة والعشرين والرابعة والأربعين عاماً، ونسبة 19.4% كانت ما بين الخامسة والأربعين والرابعة والستين، ونسبة 15.3% كانت ضمن فئة الخامسة والستين عاماً فما فوق. يوجد لكل 100 أنثى 96.1 ذكر، ويوجد لكل 100 أنثى في الثامنة عشر من عمرها فما فوق 93.0 ذكر.
بلغ متوسط دخل الأسرة في البلدة 36,687 دولارًا، أما متوسط دخل العائلة فبلغ 43,702 دولارًا. وكان متوسط دخل الذكور 28,860 دولارًا مقابل 25,766 دولارًا للإناث. وسجل دخل الفرد الخاص بالبلدة 16,354 دولارًا. وكانت نسبة 7.7% من العائلات ونسبة 9.5% من السكان تحت خط الفقر، وكان من هؤلاء نسبة 14.5% تحت سن الثامنة عشر ونسبة 8.7% في الخامسة والستين من العمر وما فوق.

### تعداد عام 2010
بلغ عدد سكان سبنسر 3,267 نسمة بحسب تعداد عام 2010، وبلغ عدد الأسر 1,234 أسرة وعدد العائلات 818 عائلة مقيمة في البلدة. في حين سجلت الكثافة السكانية 410.9 نسمة لكل كيلومتر مربع (1,064.2/ميل2). وبلغ عدد الوحدات السكنية 1,426 وحدة بمتوسط كثافة قدره 179.4 لكل كيلومتر مربع (464.6/ميل2).
وتوزع التركيب العرقي للبلدة بنسبة 58.16% من البيض و32.84% من الأمريكيين الأفارقة و0.40% من الأمريكيين الأصليين و0.86% من الأمريكيين ذوي الأصول الآسيوية و0.15% من سكان جزر المحيط الهادئ و5.26% من الأعراق الأخرى و2.33% من عرقين مختلطين أو أكثر و9.15% من الهسبانيون أو اللاتينيون من أي عرق.
بلغ عدد الأسر 1,234 أسرة كانت نسبة 33.2% منها لديها أطفال تحت سن الثامنة عشر تعيش معهم، وبلغت نسبة الأزواج القاطنين مع بعضهم البعض 42.1% من أصل المجموع الكلي للأسر، ونسبة 19.9% من الأسر كان لديها معيلات من الإناث دون وجود شريك، بينما كانت نسبة 4.2% من الأسر لديها معيلون من الذكور دون وجود شريكة وكانت نسبة 33.7% من غير العائلات. تألفت نسبة 28.4% من أصل جميع الأسر من عدة أفراد يعيشون في نفس المنزل ونسبة 9.3% كانت تتألف من شخص يعيش بمفرده يبلغ من العمر 65 عاماً أو أكثر. وبلغ متوسط حجم الأسرة المعيشية 2.56، أما متوسط حجم العائلات فبلغ 3.15.
بلغ العمر الوسطي للسكان 39.1 عاماً. وكانت نسبة 24.7% من القاطنين تحت سن الثامنة عشر، وكانت نسبة 9.3% بين الثامنة عشر والرابعة والعشرين عاماً، ونسبة 23.4% كانت واقعةً في الفئة العمرية ما بين الخامسة والعشرين والرابعة والأربعين عاماً، ونسبة 27.7% كانت ما بين الخامسة والأربعين والرابعة والستين، ونسبة 14.8% كانت ضمن فئة الخامسة والستين عاماً فما فوق. وتوزع التركيب الجنسي للسكان بنسبة 47% ذكور و53% إناث.

## وصلات خارجية
- الموقع الرسمي